# Hencidai Csere-erdő
Hencidai Csere-erdő este o arie protejată (arie specială de conservare — SAC, sit de importanță comunitară — SCI) din Ungaria întinsă pe o suprafață de 121,1 ha, integral pe uscat.

## Localizare
Centrul sitului Hencidai Csere-erdő este situat la coordonatele 47°14′03″N 21°41′08″E / 47.234167°N 21.685556°E.

## Înființare
Situl Hencidai Csere-erdő a fost declarat sit de importanță comunitară în mai 2004 pentru a proteja 8 specii de animale. Situl a fost protejat și ca arie specială de conservare în februarie 2010.

## Biodiversitate
Situată în ecoregiunea panonică, aria protejată conține 2 habitate naturale: Păduri stepice euro-siberiene cu Quercus spp., Stepe și mlaștini sărate panonice.
La baza desemnării sitului se află mai multe specii protejate:
- amfibieni (1): buhai de baltă cu burta roșie (Bombina bombina)
- mamifere (1): popândău (Spermophilus citellus)
- nevertebrate (5): orthosia schmidtii (Dioszeghyana schmidtii), Gortyna borelii lunata, Hypodryas maturna, rădașcă (Lucanus cervus), fluturele purpuriu (Lycaena dispar)
- reptile (1): țestoasa de baltă (Emys orbicularis)

Pe lângă speciile protejate, pe teritoriul sitului au mai fost identificate 1 specie de plante, 1 specie de amfibieni, 1 specie de nevertebrate.